# Spiranthera
Spiranthera är ett släkte av vinruteväxter. Spiranthera ingår i familjen vinruteväxter.
Kladogram enligt Catalogue of Life:
| Spiranthera | \| \| Spiranthera atlantica \| \| \| \| \| \| Spiranthera guianensis \| \| \| \| \| \| Spiranthera leopoldiana \| \| \| \| \| \| Spiranthera odoratissima \| \| \| \| \| \| Spiranthera parviflora \| \| \| \| |
|             | \| \| Spiranthera atlantica \| \| \| \| \| \| Spiranthera guianensis \| \| \| \| \| \| Spiranthera leopoldiana \| \| \| \| \| \| Spiranthera odoratissima \| \| \| \| \| \| Spiranthera parviflora \| \| \| \| |
|             | Spiranthera atlantica |
|             | |
|             | Spiranthera guianensis |
|             | |
|             | Spiranthera leopoldiana |
|             | |
|             | Spiranthera odoratissima |
|             | |
|             | Spiranthera parviflora |
|             | |